# Nabucodonosor III
Para outros personagens históricos de nome Nabucodonosor, veja-se Nabucodonosor (desambiguação)
Nabucodonosor III foi o título assumido pelo rebelde babilônio Nidintu-Bel, que se revotou contra Dario I declarando-se rei da Babilônia.

## Resumo histórico
Dario I havia deposto o usurpador Esmérdis, e teve que lidar com várias revoltas nas províncias do império Persa. A primeira revolta foi de Asina, filho de Upadarma, em Elam; seguida de Nidintu-Bel, filho de Ainaira, que declarou ser Nabucodonosor, filho de Nabonido.
Após esmagar a revolta de Asina, Dario I se dirigiu à Babilônia.
As forças de Nabucodonosor III estavam atrás do Rio Tigre, em um lugar onde não havia vaus; com a ajuda do deus Aúra-Masda, as forças de Dario atravessaram o rio, parte em botes feitos de pele inflada, parte em camelos, e parte a cavalo. A batalha, ocorrida no dia 26 do mês Asiadia, foi uma vitória persa.
Uma segunda batalha, no dia 2 do mês Anamaca, foi travada perto da cidade babilônica de Zazana, perto do Eufrates; foi outra vitória persa, e os babilônios que não foram mortos, foram levados pelo rio.
Nidintu-Bel se refugiou na Babilônia, mas Dario I tomou a cidade e executou o rebelde lá mesmo.
Enquanto Dario estava na Babilônia, várias províncias se rebelaram: Pérsis, Elão, Média, Assíria, Egito, Pártia, Margiana, Satagídia e Cítia.
O próximo rebelde esmagado por Dario foi Mártia, filho de Cincícuros, da cidade Cuganaca, na Pérsia, que se declarou como Imanis, rei de Elão.